# Costituzione della Repubblica Romana

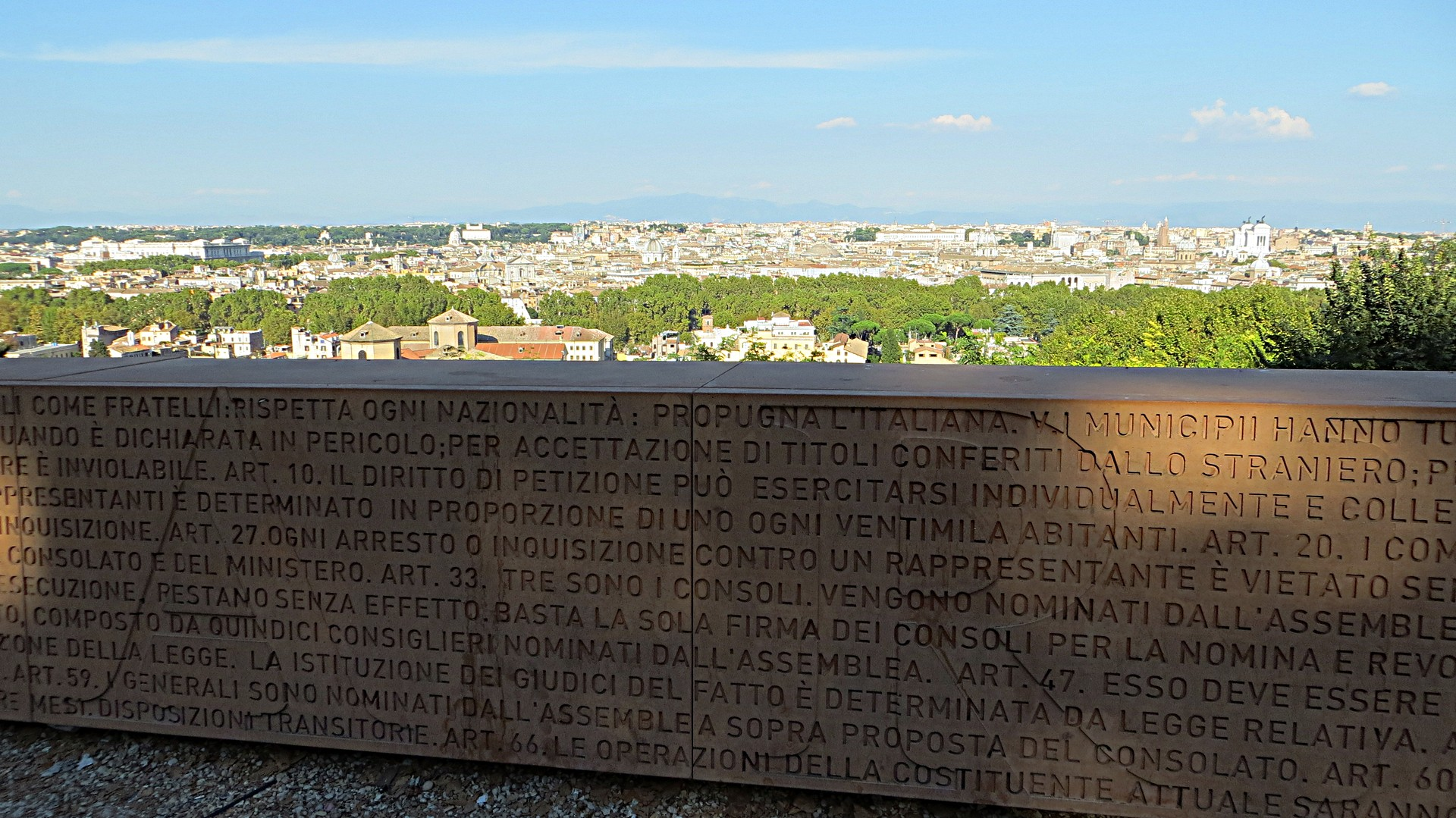
Il muro della Costituzione Romana sul Belvedere del Gianicolo.

La Costituzione della Repubblica Romana fu approvata il 3 luglio 1849, mentre l'esercito francese assediava Roma per restaurarvi papa Pio IX. Il documento originale (con le firme autografe dei deputati dell'Assemblea Costituente), dopo la caduta della Repubblica, fu conservato da Giovanni Pennacchi, rappresentante alla Costituente per la provincia di Spoleto, e, dopo la sua morte nel 1883, fu depositato presso la Biblioteca Augusta di Perugia, dove è attualmente custodito.
L'elaborazione della carta costituzionale fu opera di una commissione apposita e venne presentata per essere discussa a partire dal 17 aprile 1849 dal deputato Cesare Agostini.
Si tratta di uno dei documenti costituzionali più democratici e laici per i tempi in cui fu scritto. Le innovazioni più importanti e significative furono quella che sopprimeva la condizione privilegiata della religione cattolica come religione di Stato (e che affermava il principio per cui la fede religiosa fosse irrilevante per l'esercizio dei diritti civili e politici) e quella che istituiva il suffragio universale. Prevedeva per il Papa delle guarentigie per l'esercizio del potere spirituale, formula poi ripresa nella legge delle guarentigie e nei patti lateranensi.
Il testo è costituito da otto paragrafi di principi fondamentali (formula questa ripresa dalla costituzione della Repubblica italiana del 1948) e da sessantanove articoli raggruppati sotto otto titoli più alcune disposizioni contingenti contenute negli articoli 65-69. Si tratta, dunque, di un testo breve, di principi e norme di carattere generale, formulati per lo più in modo limpido e con termini semplici: una costituzione in gran parte valida per il secolo successivo, almeno nelle sue linee essenziali. Infatti, la Costituzione della Repubblica Italiana del 1948 è molto simile alla Costituzione della Repubblica Romana del 1849.
Gli otto titoli nei quali era articolata la versione definitiva del 3 luglio erano:
1. Dei diritti e dei doveri dei cittadini
2. Dell'ordinamento politico
3. Dell'assemblea
4. Del consolato e del Ministero
5. Del Consiglio di Stato
6. Del potere giudiziario
7. Della forza militare
8. Della revisione della Costituzione

Lo scenario istituzionale che prospettava era quello di una repubblica direttoriale, con il potere esecutivo affidato ad un organo collegiale, il Consolato, composto da tre Consoli: il loro mandato avrebbe dovuto durare al massimo tre anni, con ognuno di loro che sarebbe dovuto uscire di carica dopo un anno (le prime due volte avrebbe deciso la sorte fra i primi tre eletti). A coadiuvare i Consoli nell'attività esecutiva sarebbero stati sette Ministri di loro nomina. I Consoli sarebbero stati eletti dall'organo legislativo, un parlamento monocamerale chiamato Assemblea. Le elezioni (a suffragio universale) per il rinnovamento dell'Assemblea si sarebbero dovute tenere ogni tre anni. 
Su iniziativa del Presidente del Consiglio, Silvio Berlusconi, è stato realizzato il "Muro della Costituzione Romana". Si tratta di un monolite in ferro e calcestruzzo che riporta incise le circa 10.000 lettere che compongono il testo della Costituzione della Repubblica Romana del 1849. 
Tale manufatto, che funge da parapetto sul Belvedere del Gianicolo, è lungo circa 50 metri e le incisioni sono state eseguite, con la tecnica della sovrapposizione a doppia profondità, da alcune aziende bergamasche. Il monumento è stato inaugurato il 17 marzo 2011, dal Presidente della Repubblica Giorgio Napolitano, nell'ambito delle celebrazioni per il 150º anniversario dell'Unità d'Italia.